# 通用人工智能的生存风险
通用人工智能的生存风险是假设通用人工智能的重大进展可能导致人类灭绝或其他一些无法逆轉的全球灾难。
生存风险（“x-risk”）学派的论点如下：人类物种目前支配着其他物种，因为人类大脑具有其他动物所缺乏的一些独特能力。如果人工智能在一般智力上超越人类，成为“超智能”，那么人类将难以或无法控制。正如山地大猩猩的命运取决于人类的善意，人类的命运也可能取决于未来机器超级智能的行为。